# Przyrwa (Głogowiec)
Przyrwa – część wsi Głogowiec w Polsce położona w województwie podkarpackim, w powiecie przeworskim, w gminie Tryńcza, w sołectwie Głogowiec.
W latach 1975–1998 miejscowość położona była w województwie przemyskim.
Przyrwa znajduje się przy lewym brzegu Sanu i obejmuje 3 domy.